# Imafen
Imafen (R25540) es un antidepresivo que fue patentado a mediados de la década de 1970 por Janssen, pero nunca se comercializó.